# Мейер, Кшиштоф
Кши́штоф Ме́йер (пол. Krzysztof Meyer; род. 11 августа 1943, Краков) — польский композитор, пианист, музыкальный педагог, музыковед
.

## Биография
В 1962—1965 годах учился в Краковской Высшей школе музыки у Станислава Веховича и Кшиштофа Пендерецкого, позднее в Париже у Нади Буланже, также учился у Витольда Лютославского. В 1967—1968 годах был пианистом ансамбля современной музыки MW2. В 1965—1987 годах преподавал музыкально-теоретические предметы в Краковской Высшей школе музыки, в 1989—2008 годах — профессор композиции в Кёльнской высшей школе музыки. В 1985—1989 годах возглавлял Союз композиторов Польши. В данное время преподаёт композицию в университетах Кракова и Познани.
Годы формирования Мейера совпали с периодом авангарда в польской музыке. Молодой Мейер активно пробовал во всевозможных новых и новейших по тем временам техниках (особенно сонористике, характерной для польской музыки 1960-х). Эти элементы сохранились в его арсенале до сих пор. Мейер исповедует подход к музыкальной композиции как к коммуникативному процессу. Музыкальное произведение для Мейера — это своего рода история, распланированная с учетом психологии восприятия и включающая ряд фаз, связанных между собой причинно-следственными отношениями. Как сторонник «нарративного», повествовательного подхода к музыкальной форме Мейер близок Шостаковичу. С Шостаковичем его сближает предпочтение традиционных многочастных крупных форм симфонической и камерной музыки и склонность к последовательной, подробной работе с лаконичными, рельефно очерченными темами и к четкой акцентной ритмике. Мейер сохраняет верность установке на крупные, содержательные концепции, выполненные языком укорененным в традиции, но при этом достаточно современным, интегрирующим авангардный опыт и в целом свободным от прямой стилизации.
В 2012 году композитор награждён общественной медалью «За вклад в развитие музыкального искусства». Почетный профессор Львовской академии имени Н. Лысенко

## Основные произведения

### Для оркестра
- 9 симфоний (1964—2016; 2 я, 3 я, 8 я и 9 я вокально-симфонические)
- Hommage à Johannes Brahms
- Musica incrostata
- Farewell Music

### Концерты для
- флейты (1964; 1983)
- скрипки (1965; 1996)
- гобоя (1972)
- трубы (1975)
- виолончели (Canti Amadei — 1984; 1995)
- фортепиано (1989)
- кларнета (2001)
- альт-саксофона (1992)
- арфы и виолончели (1984)
- скрипки и виолончели (2006)
- «Дорогой Луиджи» (Caro Luigi) для 4-х виолончелей (1989)

### Камерно-инструментальные ансамбли
- 15 струнных квартетов
- Au-delà d’une absence — «16 й квартет Шостаковича»
- Квинтет для фортепиано и струнных
- Квинтет для кларнета и струнных
- Сонаты и другие пьесы для различных инструментов

### Оперы
- «Кибериада» (Cyberiada), по С. Лему (1970/1985)
- завершение оперы Шостаковича «Игроки» (1983)
- «Два клёна», детская опера по Е. Шварцу (1990)

### Вокально-симфонические
- Месса (1996)
- «Сотворение мира» (Schöpfung), оратория (1999)

### Научные работы
- Мейер, Кшиштоф. Дмитрий Шостакович: Жизнь, творчество, время = Schostakowitsch. Sein Leben, sein Werk, seine Zeit / Пер. с нем. Е. Гуляевой. — СПб.: «Композитор» (СПб.), 1998. — 559 с. — ISBN 5-7379-0043-6.
  - Мейер К. Шостакович: Жизнь, творчество, время / Пер. с польск. Е. Гуляевой. — М.: Молодая гвардия, 2006. — 439[9] с.: ил. — (Жизнь замечательных людей: Сер. биогр.; Вып. 1014).
- Данута Гвиздаланка, Кшиштоф Мейер: Витольд Лютославский. Жизнь и творчество https://classic-online.ru/uploads/000_books/500/430.pdf

## Мнения
Соломон Волков о диске композитора 2005 года: «Второе сочинение — это струнный квартет польского композитора Кшиштофа Мейера, представителя Новой Европы, о которой говорят президент Буш и американские руководители. Мейер живёт в Германии, преподает в Кёльне, но музыка его звучит по всему миру и в США. Он, в частности, получил в 93-м году одну из американских музыкальных премий. Этот Десятый квартет очень типичный для него. Это очень пульсирующая, эмоционально напряженная музыка. У Канчели бы все застыло во времени, а у Мейера наоборот — музыка, как я уже сказал, чрезвычайно активная, движущаяся и очень интеллектуальная».